# Lialia Nasujanova
Lialia Andarbekovna Nasujanova (en ruso: Ляля Андарбековна Насуханова; 1939-2000) fue una paracaidista, aviadora experimentada, instructora de vuelo y la primera mujer chechena en convertirse en piloto. A lo largo de su carrera ganó muchas competencias de vuelo, completó más de cien saltos en paracaídas, realizó más de 2500 horas de vuelo en aviones Yakovlev y MiG, y entrenó a más de doscientos pilotos novatos. Después de dedicar 23 años de su vida a la aviación, se dedicó a la política antes de morir como refugiada durante la Primera Guerra de Chechenia.

## Biografía

### Infancia y juventud
Lialia Nasujanova nació en 1939 en la pequeña localidad rural de Starye Atagi, Distrito de Groznensky (RASS de Chechenia e Ingusetia) en el seno de una familia de origen checheno. En 1944, ella y toda su familia fueron designadas como «traidores» debido a su origen étnico y deportadas junto con el resto de los pueblos chechenos e ingusetios. Su familia fue exiliada a la ciudad de Taraz en la República Socialista Soviética de Kazajistán, donde pasó la mayor parte de su infancia y asistió a la escuela junto a un aeródromo que la llevó a desarrollar una gran pasión por la aviación.
A pesar de los constantes recordatorios de que pertenecía a una «nacionalidad criminal» y de que su familia le dijera que la aviación no era un trabajo para mujeres, se dedicó a la aviación después de mudarse a Alma Ata en 1955. Allí se le permitió realizar saltos en paracaídas. pero no volar aviones en el aeroclub local; solo se le concedió permiso de las autoridades para hacerlo porque esperaban que renunciara de inmediato. Mientras era paracaidista en el aeroclub, tuvo una reunión con las pilotos condecoradas Valentina Grizodubova, Nina Rusakova y Yevdokiya Bershanskaya, lo que aumentó aún más sus deseos de convertirse en piloto de aviación.

### Retorno del exilio

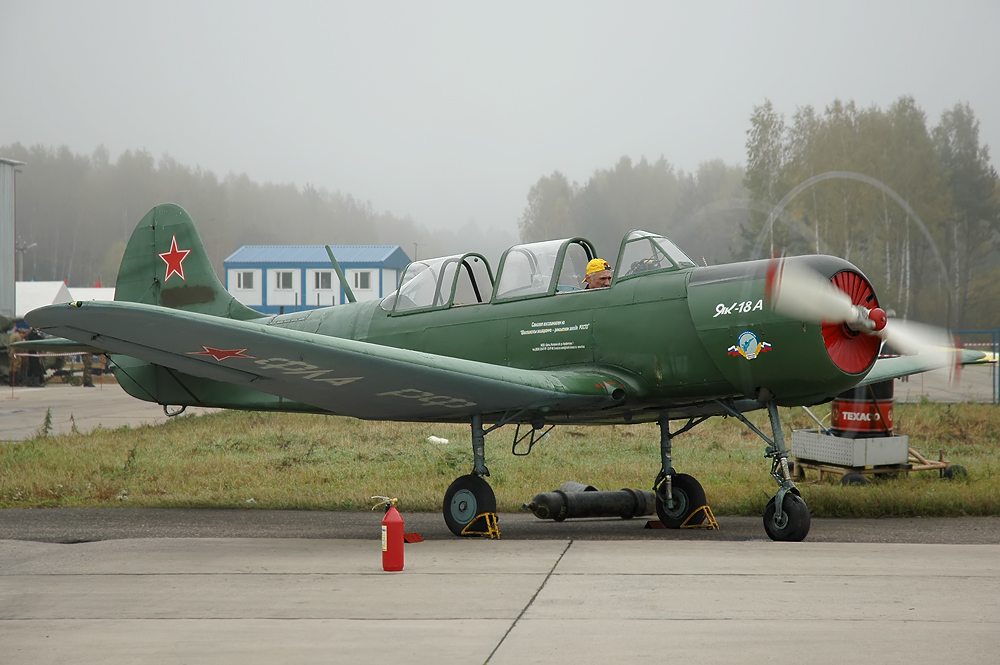
Avión de entrenamiento Yakovlev Yak-18A similar al primer avión que pilotó Lialia Nasujanov

Después de que a los chechenos se les concediera el derecho de retorno en 1957, Nasujanova regresó a Chechenia y vivió brevemente en Grozni. Solicitó unirse al aeroclub de Majachkalá en Daguestán, donde después de seis meses de entrenamiento, los cadetes podían volar aviones. Debido a su estatus oficial como ex exiliada, solicitó y enfrentó el rechazo del aeroclub en numerosas ocasiones antes de ser finalmente aceptada, con limitaciones en sus actividades. Vivió con parientes en la ciudad durante su entrenamiento y tuvo que levantarse a las 3:00 a. m. para caminar por la ciudad hasta el aeródromo. Finalmente, hizo su primer vuelo en un Yak-18.

### Carrera como piloto
Después de completar su entrenamiento en el aeroclub de Majachkalá, buscó continuar sus estudios en una escuela técnica de aviación, pero su familia continuó expresando su desaprobación por su elección de carrera. Un año después de ser aceptada en la Escuela Técnica de Vuelo Central en Saransk, ingresó a la escuela y pronto se distinguió en competencias de acrobacia aérea. En un segmento de una competencia en Rostov del Don obtuvo el primer lugar, superando a veintiséis pilotos masculinos. En el campeonato nacional de 1962 en Samara, alcanzó el segundo lugar entre cincuenta y cuatro competidores en la competencia individual, pero no se le permitió participar en ningún ejercicio por equipos. En 1963 fue la medallista de bronce entre treinta y cinco atletas en la primera competencia aeronáutica femenina de Moscú. Ese mismo año, el periódico Pravda elogió sus hazañas y dijo: «Vuela hacia el viento donde ni siquiera las águilas se atreven a elevarse».

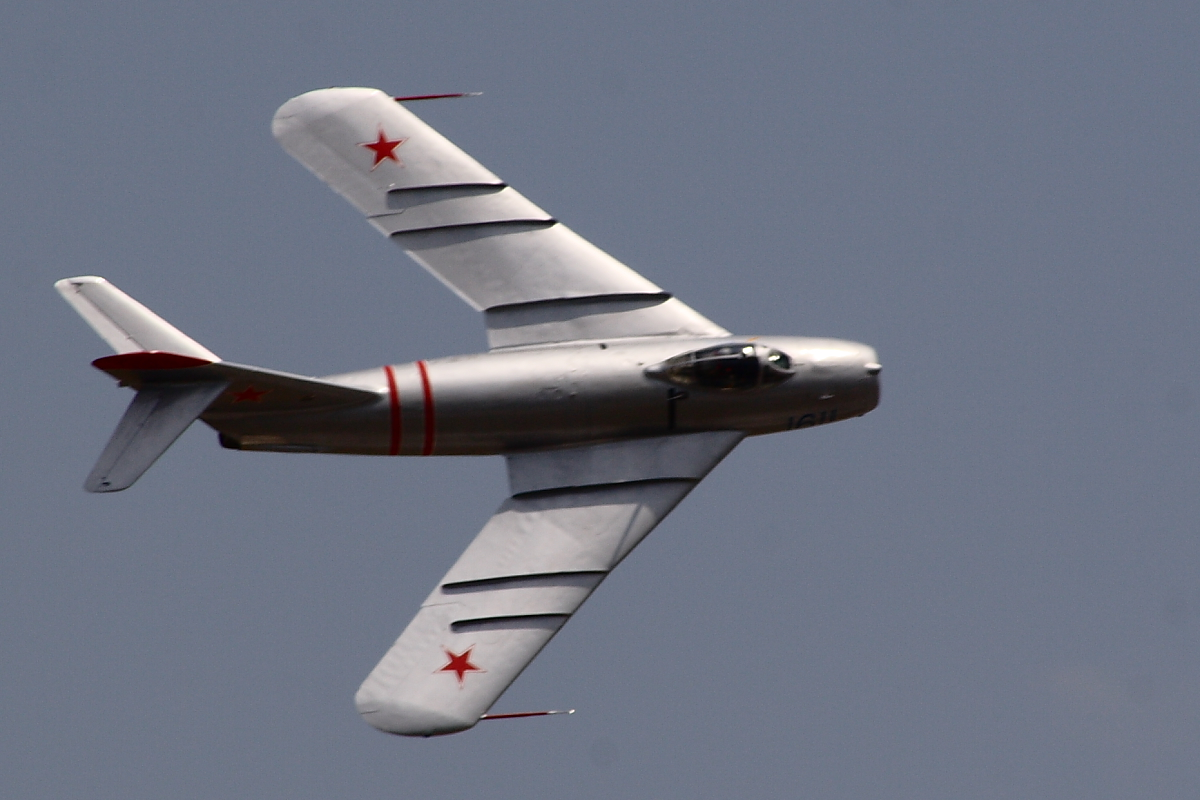
Caza Mikoyan-Gurevich MiG-17 avión que ella pilotó

En 1964 fue nombrada comandante de un escalón, lo que la convirtió en la primera mujer en la Unión Soviética en ocupar ese puesto en una unidad de aviones a reacción. En el Centro de Entrenamiento de Aviación de Grozni voló el tutboreactor MiG-17 y entrenó a nuevos pilotos. En la década de 1980 recibió un diploma «Por méritos en la formación de atletas de DOSAAF» entregado por el cosmonauta Gueorgui Beregovoi. Después de dedicar 23 años de su vida al pilotaje, dejó la aviación y comenzó su carrera política.

### Intentos de convertirse en cosmonauta
En la década de 1960, postuló cuatro veces para convertirse en cosmonauta, pero debido a que pertenecía a una etnia considerada como «traidora» y había sido enviada al exilio, se la consideraba un «colono especial» y miembro de una «nacionalidad criminal». Solo se le podía permitir el ingreso al cuerpo de cosmonautas si se le concedía una excepción por parte del Comité Central del Partido Comunista, que no sucedió a pesar de que muchos de sus amigos, que eran cosmonautas, apoyaron la solicitud. Las cuatro veces que solicitó convertirse en cosmonauta fue rechazada, a pesar de que tenía muchas más horas de vuelo y prácticamente la misma experiencia en paracaidismo que Valentina Tereshkova cuando realizó su solicitud.

### Vida posterior
Nasujanova trabajó en política después de servir en la aviación durante 23 años. Después de graduarse en el Instituto Pedagógico Checheno-Ingush, trabajó como diputada en el ayuntamiento de Grozni, fue secretaria del comité regional del Partido Comunista de Grozni y presidenta del Consejo Regional de Sindicatos. Tras el inicio de la Primera Guerra Chechena, Nasujanova y su esposo, el instructor de vuelo Aslan Bitarov, se vieron obligados a mudarse a un pueblo cerca de Vladikavkaz en Osetia del Norte, donde murió en 2000 a la edad de 61 años como refugiada.

## Honores
Junto con varios premios por sus méritos de vuelo, fue honrada en la cultura y artes. La famosa poetisa chechena Raísa Ajmátova le dedicó un poema, y el pintor Valentine Mordovine pintó un retrato de ella.